# Metastelma chimantense
Metastelma chimantense är en oleanderväxtart som först beskrevs av Morillo, och fick sitt nu gällande namn av S. Liede. Metastelma chimantense ingår i släktet Metastelma och familjen oleanderväxter. Inga underarter finns listade i Catalogue of Life.